# Julie Lynn Cialini
Jenny McCarthy Stacy Sanches
Julie Lynn Cialini, née le 14 novembre 1970 à Rochester (État de New York, États-Unis), est un mannequin et une actrice et productrice américaine. 
Ses parents se sont séparés lorsqu'elle avait neuf ans ; elle et ses deux sœurs ont été élevées par leur mère devenue seule.  
Elle a été désignée playmate du mois de février 1994 par le magazine Playboy puisplaymate de l'année 1995. A cette occasion, il lui a été offert une automobile coupé Eagle Talon TSI.

## Apparitions dans les numéros spéciaux dePlayboy
- Playboy's Celebrating Centerfolds vol. 1, décembre 1998 - couverture, page 24
- Playboy's Playmate Tests, novembre 1998
- Playboy's Nude Playmates, avril 1998 - pages 84-85
- Playboy's Book of Lingerie, vol.49, mai 1996
- Playboy's Winter Girls, février 1996
- Playboy's Book of Lingerie vol. 46, novembre 1995 - pages 48-49
- Playboy's Book of Lingerie vol. 45, septembre 1995 - pages 3-7
- Playboy's Playmate Review vol. 11, mai 1995 - couverture, pages 1, 14-23
- Playboy's Supermodels, février 1995
- Playboy's Great Playmate Search, janvier 1994

## Filmographie
- American Crime (2004) : Diana Cox
- Wolfhound (2002) : Siobahn
- Voyeur beach (Watchful Eye) (2002) (TV) : Amber
- Blue Heat: The Case of the Cover Girl Murders (1997) : la serveuse
- South Beach Academy (1996) : Phyllis Glass
- Cover Me (1996) : la serveuse
- The Price Is Right (1994) (TV)
- High Tide (Surfers détectives) (1994) : Annie
- Un privé à Malibu (1995) : Alexa